# Кулущи
Кулущи — село в Мамадышском районе Татарстана. Входит в состав Нижнесуньского сельского поселения.

## География
Находится в центральной части Татарстана на расстоянии приблизительно 31 км на запад по прямой от районного центра города Мамадыш у речки Берсут.

## История
Известно с 1619 года. Упоминалось также как Малые Суни и Покровское. Входит в число населенных пунктов с кряшенским населением.

## Население
Постоянных жителей было: в 1782 - 95 душ мужского пола, в 1859 - 739, в 1897 - 1078, в 1908 - 1210, в 1920 - 1318, в 1926 - 967, в 1938 - 1057, в 1949 - 719, в 1958 - 606, в 1970 - 583, в 1979 - 355, в 1989 - 220, в 2002 году 216 (татары 72%), в 2010 году 188.